# 钱资荡
钱资荡是一个位于中国江苏省常州市金坛区的湖泊，面积约为4.9平方千米，平均水深约为2米，蓄水量约为1000万立方米。2005年2月，列入江苏省湖泊保护名录。